# Baiyoke Tower 2
Der Baiyoke Tower 2 (Thai: ตึกใบหยก 2, sprich: [tɯ̀k baj jòk sɔ̌ŋ], wörtl.: „Jade-Blatt-Gebäude 2“) ist ein Wolkenkratzer in Bangkok und ist das dritthöchste Gebäude Thailands. Ohne Antenne besitzt das Gebäude eine Höhe von 304 Metern, mit Antenne ist das Gebäude 328 Meter hoch. Die Tiefgründung erfolgt mit Hilfe von Bohrpfählen in einer Tiefe von 65 Metern. In unmittelbarer Nachbarschaft (170 Meter Entfernung) steht der kleinere, 151 m hohe Baiyoke Tower 1.

## Beschreibung

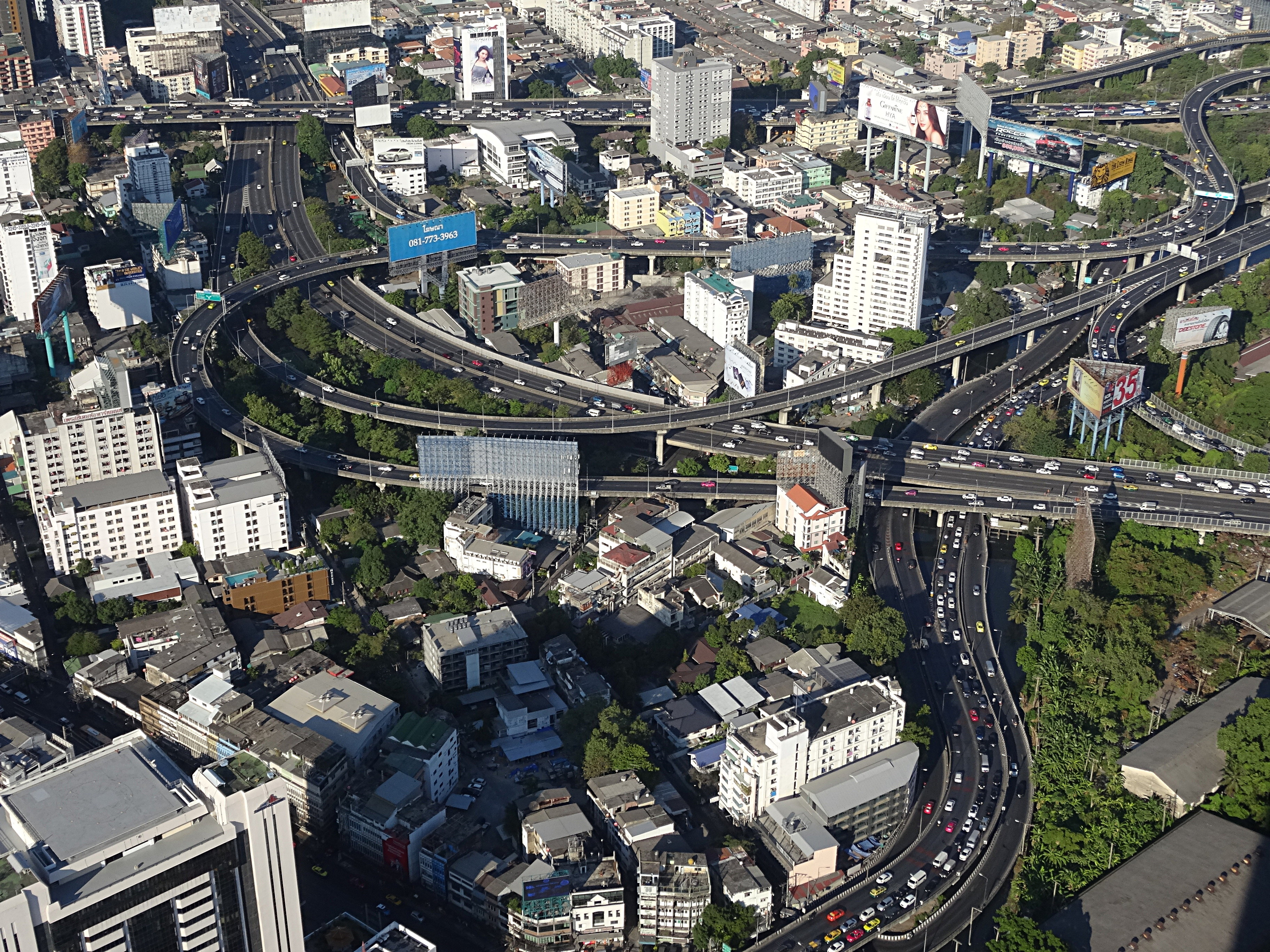
Blick zum Makkasan Interchange Verkehrsknoten des Bangkok Expressway

Entworfen wurde das Gebäude vom Architekturbüro Plan Architect & Co. Nach siebenjähriger Bauzeit wurde es 1997 fertiggestellt und löste das ein Jahr zuvor errichtete Jewelry Trade Center als höchstes Gebäude Thailands ab. Neben Restaurants, Geschäften und wenigen Büros beinhaltet der Baiyoke Tower das Baiyoke Sky Hotel. Der Baiyoke Tower 2 zählt zu den höchsten Hotelgebäuden der Welt und befand sich im Jahr 2007 auf Rang 4. Die 85 Stockwerke beinhalten ein „Sky Walk Revolving Roof Deck“ im 84., Restaurants im 79. und 82. und Aussichtsplattformen im 78., 76. und 18. Stock.
Das Hochhaus befindet sich im Stadtteil Ratchathewi (222 Ratchaprarop Road, Ratchathewi), ein Stadtviertel, das durch viele Märkte und Einkaufsmöglichkeiten gekennzeichnet ist.
Das August 2016 eröffnete Hochhaus Maha Nakhon ist um wenige Meter höher.

## Bilder

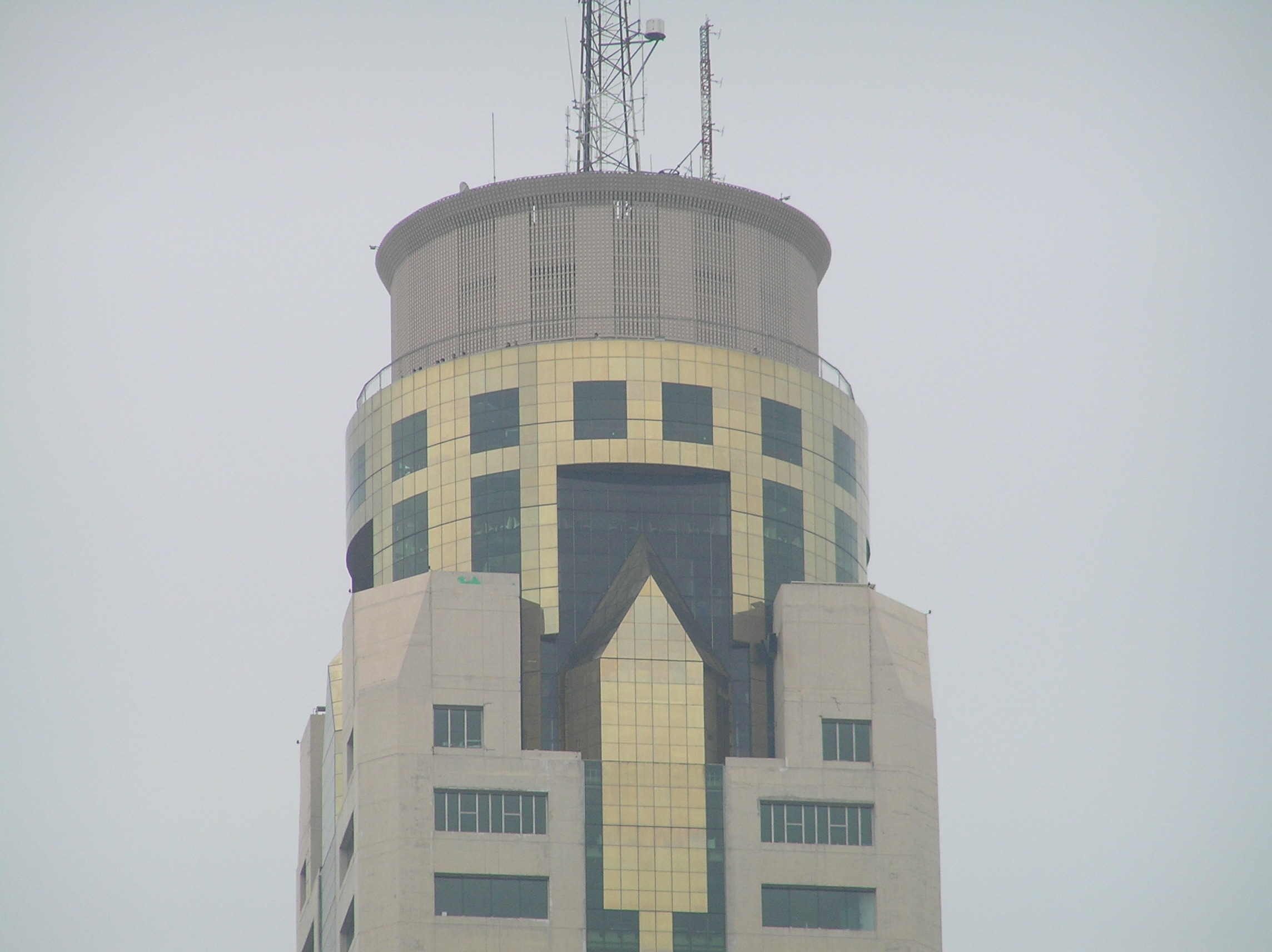
Aussichtsplattform des Baiyoke Tower II.
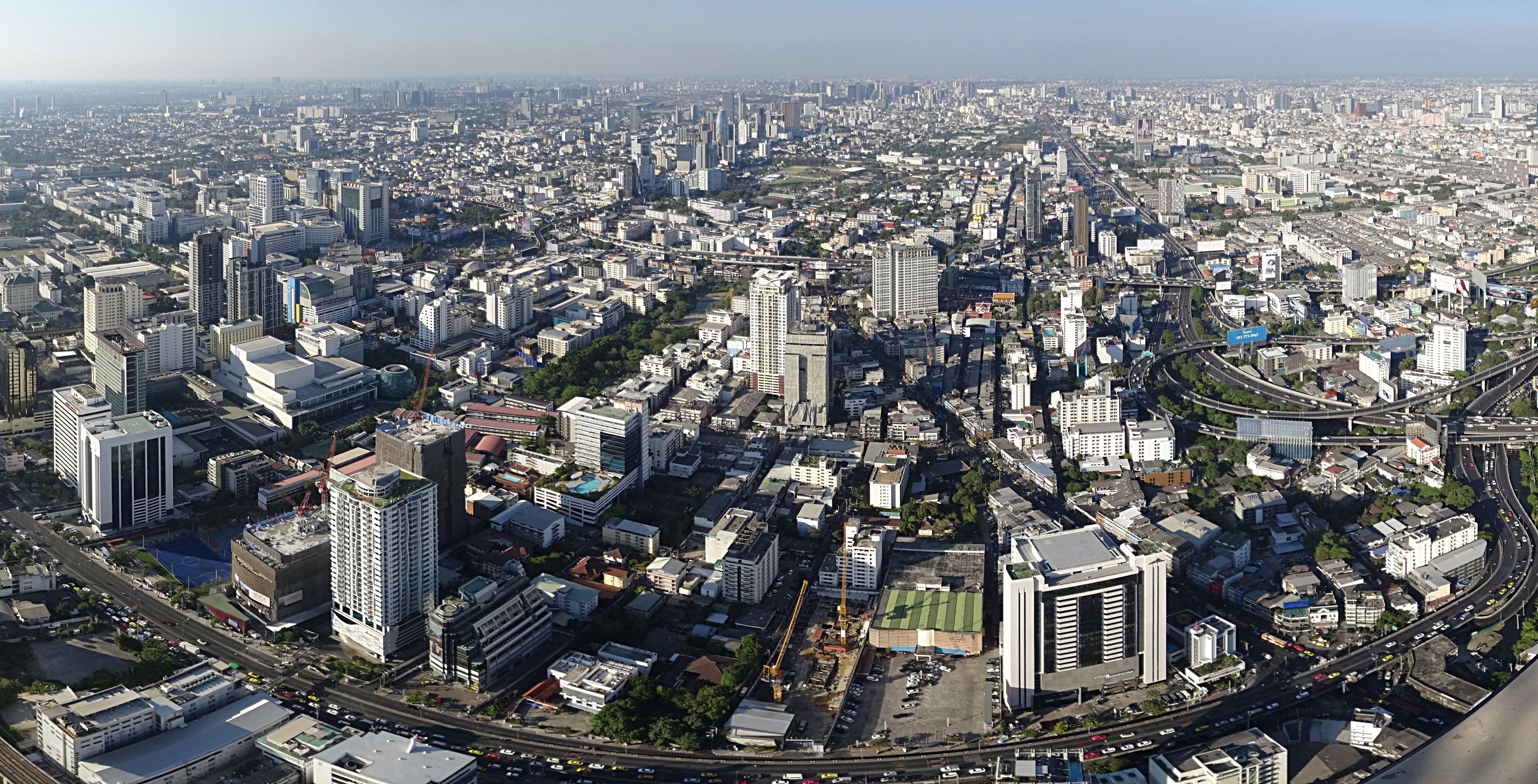
Blick nach Norden zum Siegesdenkmal, dem Pearl Bangkok Tower und dem Makkasan Interchange.
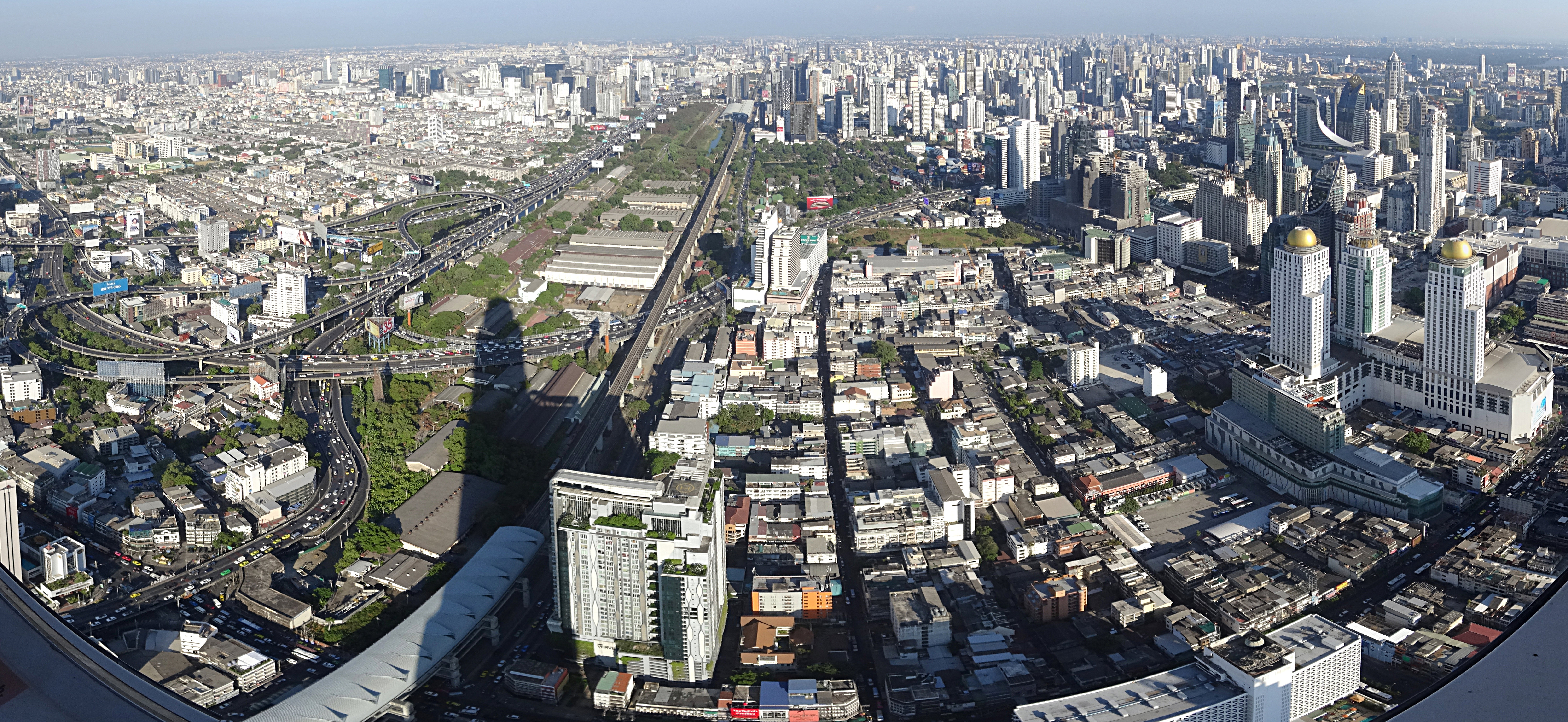
Blick nach Osten mit dem Airport Railway Link und den runden Kuppeln des Pratunam-Einkaufscenter (Palladium World).
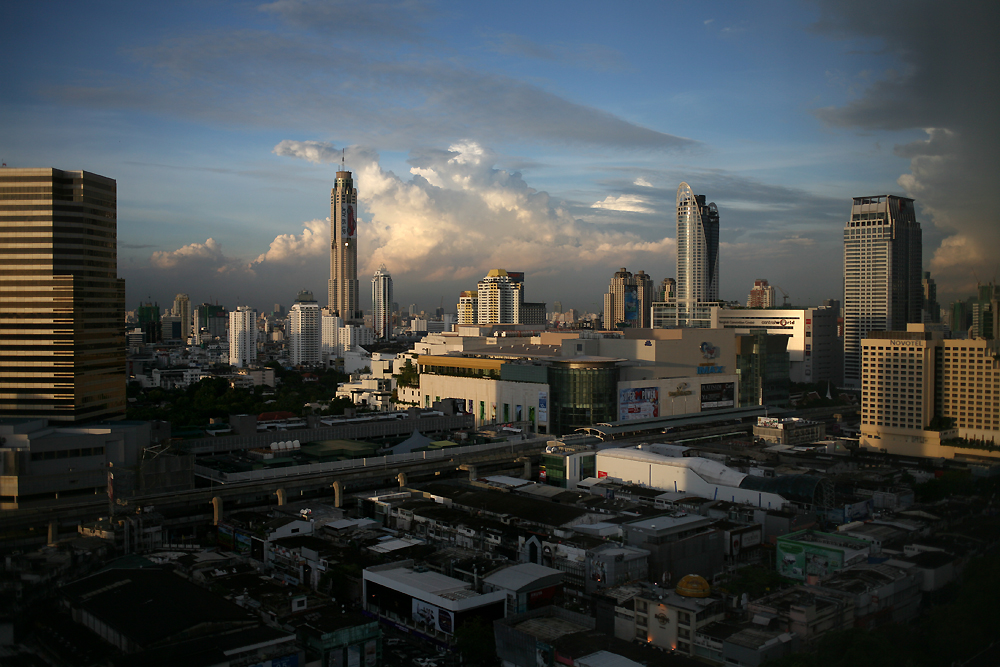
Blick auf den Turm und seine Umgebung